# Rhinoestrus
Rhinoestrus is een vliegengeslacht uit de familie van de horzels (Oestridae).

## Soorten
- R. purpureus (Brauer, 1859)